# Eucharis reticulata
Eucharis reticulata är en stekelart som beskrevs av Ruschka 1924. Eucharis reticulata ingår i släktet Eucharis och familjen Eucharitidae. Inga underarter finns listade i Catalogue of Life.